# Агронс (Удине)
Агронс (итал. Agrons) је насеље у Италији у округу Удине, региону Фурланија-Јулијска крајина.
Према процени из 2011. у насељу је живело 75 становника. Насеље се налази на надморској висини од 544 м.